# Верхнетроицкое (Бакалинский район)
Верхнетроицкое (баш. Үрге Троицкий) — деревня в Бакалинском районе Республики Башкортостан Российской Федерации. Входит в состав Старошарашлинского сельсовета. 

## География

### Географическое положение
Расстояние до:
- районного центра (Бакалы): 10 км,
- центра сельсовета (Старые Шарашли): 2 км,
- ближайшей ж/д. станции (Туймазы): 85 км.

## Население
| 2002 | 2009 | 2010 |
| ---- | ---- | ---- |
| 24   | ↘19  | ↘16  |

Согласно переписи 2002 года, преобладающие национальности — русские (42 %), кряшены (37 %).